# 東京五輪音頭
「東京五輪音頭」（とうきょうオリンピックおんど）は、1964年10月に開催された1964年東京オリンピックのテーマソング（音頭）である。日本放送協会（NHK）制定曲。作詞は宮田隆、作曲は古賀政男。

## 概要
1962年に歌詞を公募・選定し、1963年の6月23日（オリンピックデー）に楽曲が発表された。
三波春夫盤のレコードが最も多くの枚数を売り上げ、また三波がレパートリーの一つとして生涯歌い続けた。現在では元々三波の持ち歌であったと思われることが多いが、楽曲発表の際に歌唱したのは三橋美智也であり、作曲者の古賀自身も三橋が歌うことを想定して作曲したという。
作曲者の古賀政男はコロムビア専属であったが、この曲に限って録音権を各レコード会社に開放していた。レコードは三波春夫（テイチク）、橋幸夫（ビクター）、三橋美智也（キング）、坂本九（東芝）、北島三郎・畠山みどり（コロムビア）、大木伸夫・司富子（ポリドール）、つくば兄弟・神楽坂浮子（ビクター）などの競作で発売されたが、最も売れたのは三波盤で、1964年末までに130万枚を売り上げた。三波サイドが東京オリンピック（1964年東京オリンピック）の年の『NHK紅白歌合戦』（『第15回NHK紅白歌合戦』）のトリを狙う目的で集中的にプロモーションを行ったことが三波盤のヒットに繋がったという。
音楽評論家・池田憲一は、三波春夫の「東京五輪音頭」が群を抜いたヒットをした理由について、2001年に古賀政男音楽文化振興財団から三波春夫が顕彰されたことを記念したイベント（於・けやきホール）において、「歌手は当然のごとく、自分の新曲が出ればその歌を熱心に歌って回るわけだが、当時の三波さんは、自分の新曲はさておき、どんな時も一生懸命『東京五輪音頭』を歌った。戦争に行き、シベリアで捕虜となっていた三波さんは、彼の言葉を借りれば、『日本は、日本人は、頑張って、こんなに戦後復興を遂げたんですよ、ということを、戦後初めて世界に示すイベントである東京五輪はなんとしても成功してもらいたいと思った』という思いが人一倍強かった。そういう強い気持ちが乗った歌だった」というような内容の話をしている。
三波本人も五輪開催から30年が経った1994年に開催された自身の「芸道55周年記念リサイタル」でのMCにおいて、本楽曲について同じく三波が歌った大阪万博のテーマソング「世界の国からこんにちは」と共に「生涯の宝物でございます」と語っている。
2013年、2020年夏季オリンピックの開催地が東京に決まったことをきっかけに「東京五輪音頭」が再び注目を集め、テイチクは三波が歌う「東京五輪音頭」のCDとカセットテープを同年10月までに追加で1万枚（本）プレスしたところほぼ完売となり、iTunesなどでの音楽配信数もそれまでの約10倍を記録。第一興商での同年9月の「東京五輪音頭」のリクエスト順位が前月比で約9700位上昇するなどの反響があった。
各社競作で発売されたレコードの累計売上は300万枚に達した。
大手レコード会社からは発売されなかったが、藤山一郎、菅原洋一、初音家賢次が歌うバージョンも存在する。藤山一郎盤は、ソノレコード株式会社からソノシートとして発売。菅原洋一盤は、中外製薬株式会社の企画で、「体力・気力を生むオルパ錠」の歌のカップリングで、朝日ソノラマよりソノシートを製作。初音家賢次盤は、大阪鶴橋に1963年に設立されたニッポンレコードより発売。また三波春夫のベスト盤にもよく収録されているが、後年の新録音版が収録されることが多く、シングル版と比べて一部節回しが異なる部分がある。
このほか、1964年6月公開の東宝映画『日本一のホラ吹き男』で、主演の植木等が冒頭の登場シーンで踊りながら1番を歌唱している（ロケ地は武蔵野陸上競技場）
1964年8月16日放送の『歌のグランドショー 〜NHKホールから〜』（NHK総合テレビ）で、美空ひばりがトリに東京五輪音頭を歌唱している。
NHK紅白歌合戦では、1963年の第14回にてエンディングで歌唱された。紅白のエンディングでは、通常「蛍の光」が歌われることが恒例となっており、同曲以外の楽曲が歌唱されたのはこの時のみである。また第一部が「昭和の紅白」として開催された1989年の第40回でも三波春夫によって歌唱された。2020年の東京オリンピック開催が決まった2013年の第64回では歌われなかったが、翌2014年の第65回では福田こうへい、2015年の第66回では伍代夏子によるカバーがそれぞれ披露された。

### 東京五輪音頭-2020-
2017年7月24日、2020年東京オリンピックに合わせて東京2020組織委員会が制作したリメイク版「東京五輪音頭-2020-」が石川さゆり・加山雄三・竹原ピストルの歌で発表され、同年8月4日にミュージック・ビデオが公開された。
歌詞にパラリンピックを追加、1番と4番を東京2020大会の開催時期に合わせた内容に変更しており、新たに5番を追加している。
原盤権はテイチクが保有。CD・DVDは組織委員会が各自治体へ配布、図書館等の公共施設で利用者へ貸出する形態がとられており、一般販売はされていない。

## 収録曲

### 三波春夫盤（テイチク NS-720）
1. 東京五輪音頭
2. 東京五輪おどり（歌：三波春夫、テイチク合唱団）
東京母の会連合会制定曲。

### 橋幸夫盤（ビクター SV-86）
1. 東京五輪音頭
2. 東京音頭（歌：橋幸夫・三沢あけみ）

### 三橋美智也盤（キング EB-1038）
1. 東京五輪音頭
2. 新日本音頭（歌：北見和夫・下谷二三子・新川二朗・小野由紀子）

### 三橋美智也盤（キング ED-88）
1. 海をこえて友よきたれ（歌：友竹正則）
2. 東京五輪音頭

### 坂本九盤（東芝 JP-1581）
1. 東京五輪音頭（歌：坂本九・ダニー飯田とパラダイスキング）
2. 前向きで行こう
朝日放送（テレビ・ラジオ）「全国高校野球選手権大会中継」の初代主題歌

### 坂本九・アメリカ流通盤（Capitol 5080）
1. 東京五輪音頭 (The Olympics Song)
  - 東芝発売盤（日本流通盤）とは、演奏や歌い方が異なる音源である。
2. 九ちゃんの炭坑節 (Tankobushi)

### 北島三郎・畠山みどり盤（コロムビア SAS-77）
1. 海をこえて友よきたれ（歌：藤原良・高石かつ枝・コロムビア合唱団）
2. 東京五輪音頭

### 大木伸夫・司富子盤（ポリドール DJ-1366）
1. 海をこえて友よきたれ（歌：高城丈二）
2. 東京五輪音頭

### つくば兄弟・神楽坂浮子盤（ビクターVS-1061）
1. 海をこえて友よきたれ（歌：東京混声合唱団）
2. 東京五輪音頭

### 初音家賢次盤（ニッポンレコードNS-1）
1. 東京五輪音頭
2. 民謡 河内音頭（歌：初音家賢次）

### 藤山一郎盤（ソノレコードOOC-A114）
1. 東京五輪音頭
2. 海を越えて友よきたれ

### 菅原洋一盤（朝日ソノラマ）
1. 東京五輪音頭
2. オルパの歌（歌：五十嵐喜芳）

### ハルオロイド・ミナミ盤
ハルオロイド・ミナミは、三波春夫の声を元に音声合成技術で開発されたバーチャル歌手。
1. 東京五輪音頭（配信限定シングル）

## 映画
本曲をモデルとした歌謡映画が、東京オリンピック開幕1か月1日前の1964年9月9日に日活系で公開された。モノクロ作品で、上映時間は96分。内容は「藤源」の孫娘・藤崎ミツ子が祖父・源造の反対にもめげず、東京オリンピックの水泳選抜で優勝するまでを描いたもので、三波が寿司屋「松寿司」の主人と本人役で出演し、劇中で本曲を歌っている。
2013年8月には日本映画専門チャンネルで放送された。
2014年4月2日には日活からDVDが発売された。

### スタッフ
- 原作：石森史郎
- 監督：小杉勇
- 脚色：高橋二三、国分治
- 企画：茂木大輔
- 音楽：小杉太一郎
- 撮影：中尾利太郎
- 美術：西亥一郎
- 録音：八木多木之助
- 編集：近藤光雄
- スチル：坂東正男

### 出演者
- 藤崎ミツ子（主人公）：十朱幸代
- 栗田勇（「藤源」店員）：山内賢
- 谷雅江（ミツ子の親友）：森みどり
- 松宮れい子（同上）：山本陽子
- 阿部弘：山田吾一
- 青木正光（「山宗」店員、ミツ子の恋人）：和田浩治
- 松吉（「松寿司」主人）／三波春夫：三波春夫
- 藤崎源造（「藤源」主人、ミツ子の祖父）：上田吉二郎
- 青木キヨ（正光の叔母、ブラジルのコーヒー園の主）：岡村文子
- 日出代：福田トヨ
- 松宮房代：堺美紀子
- 河野（ミツ子の水泳のコーチ）：上野山功一